# Gdzie jest Dory?
Gdzie jest Dory? (ang. Finding Dory) – amerykański film animowany z 2016 roku produkcji Pixar Animation Studios oraz Walt Disney Pictures w reżyserii Andrew Stantona.
Film w Polsce trafia do kin 17 czerwca 2016 roku z dystrybucją The Walt Disney Company Polska.

## Fabuła
Odkąd Dory była maleńką rybką, cierpiała na utratę pamięci krótkotrwałej. Pewnego dnia, silny prąd wody oddzielił ją od rodziców. Napotkane ryby nie mogły jej pomóc ze względu na jej amnezję. W czasie tej wędrówki przypadkiem spotkała Marlina i pomogła odnaleźć jego syna, Nemo i zamieszkała z nimi.
Jakiś czas później, Dory postanawia zostać asystentką nauczyciela młodych ryb. Cała gromadka rusza, aby zobaczyć wędrówkę płaszczek. Nagle Dory przypomina sobie, że ma swoich rodziców! Razem z Marlinem i Nemo, rozpoczyna wędrówkę do Instytutu Życia Morskiego w Kalifornii. Tam, dzięki pomocy m.in. rekina wielorybiego, o imieniu Nadzieja, i ośmiornicy Hanka, próbuje odnaleźć swoją dawno utraconą rodzinę.

## Obsada
| Postać            | Angielska wersja                                                       | Polska wersja                                                                    |
| ----------------- | ---------------------------------------------------------------------- | -------------------------------------------------------------------------------- |
| Dory              | Ellen DeGeneres (dorosła) Lucia Geddes (młoda) Sloane Murray (dziecko) | Joanna Trzepiecińska (dorosła) Julia Siechowicz (młoda) Antonina Gajko (dziecko) |
| Marlin            | Albert Brooks                                                          | Rafał Sisicki                                                                    |
| Hank              | Ed O’Neill                                                             | Andrzej Grabowski                                                                |
| Nadzieja          | Kaitlin Olson                                                          | Anna Cieślak                                                                     |
| Nemo              | Hayden Rolence                                                         | Karol Kwiatkowski                                                                |
| Bailey            | Ty Burrell                                                             | Rafał Cieszyński                                                                 |
| Jenny             | Diane Keaton                                                           | Ewa Błaszczyk                                                                    |
| Charlie           | Eugene Levy                                                            | Marek Barbasiewicz                                                               |
| Boja              | Idris Elba                                                             | Krzysztof Stelmaszyk                                                             |
| Koja              | Dominic West                                                           | Zbigniew Zamachowski                                                             |
| Pan Ray           | Bob Peterson                                                           | Rudi Schuberth                                                                   |
| Krystyna Czubówna | Sigourney Weaver                                                       | Krystyna Czubówna                                                                |
| Żona Staszka      | Kate McKinnon                                                          | Joanna Kołaczkowska                                                              |
| Staszek           | Bill Hader                                                             | Wojciech Kamiński                                                                |
| Pasażer           | Alexander Gould                                                        | Kajetan Lewandowski                                                              |
| Luzak             | Andrew Stanton                                                         | Mirosław Baka                                                                    |
| Krab Bill         | John Ratzenberger                                                      | Stefan Krzysztofiak                                                              |
| Samogłów Charlie  | Angus MacLane                                                          | Jacek Król                                                                       |
| Idol              | Willem Dafoe                                                           | Olaf Lubaszenko                                                                  |
| Rozdym            | Brad Garrett                                                           | Sławomir Orzechowski                                                             |
| Malina            | Allison Janney                                                         | Agnieszka Matysiak                                                               |
| Żółtek            | Stephen Root                                                           | Piotr Zelt                                                                       |
| Bulgotek          | Austin Pendleton                                                       | Stefan Każuro                                                                    |
| Deb Flo           | Vicki Lewis                                                            | Agnieszka Kunikowska                                                             |
| Jacques           | Jerome Ranft                                                           | Jarosław Boberek                                                                 |

## Odbiór

### Box office
Budżet filmu jest szacowany na 175-200 milionów dolarów. W Stanach Zjednoczonych i Kanadzie film zarobił ponad 486 mln USD. W innych krajach przychody wyniosły ponad 542 mln, a łącznie ponad miliard dolarów.

### Krytyka w mediach
Film spotkał się z dobrą reakcją krytyków. W serwisie Rotten Tomatoes 94% z 329 recenzji jest pozytywne, a średnia ocen wyniosła 7,65/10. Na portalu Metacritic średnia ocen z 48 recenzji wyniosła 77 punktów na 100.